# D.Woods

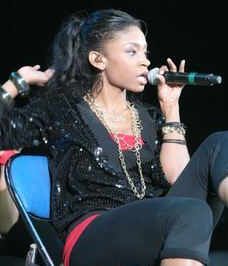
D.Woods în concert

Wanita "D. Woods" Woodgette (n. 7 iulie 1983 în  Springfield, Massachusetts) este una dintre membrele formatiei americane de muzica pop si R&B, Danity Kane.
Grupul a fost format de către P.Diddy în cel de-al doilea sezon al show-ului de televiziune,Making The Band 3.

## Biografie
Wanita și-a ales numele de scenă D.Woods deoarece este mai ușor de pronunțat și de memorat.
Arătând de mică pasiune pentru muzică,actorie și dans,D.Woods a urmat Tri-Cities High School,o școală de arte din East Point,Georgia ; mai târziu,a făcut cursuri speciale de muzică,dans și teatru.

## Carieră
Înainte de Danity Kane,D. a apărut în videoclipuri ca dansatoare sau model.Printre videoclipurile în care a apărut se numără "Chage Clothes"-Jay-Z,"You"-Lloyd.
Împreună cu Danity Kane a cântat în deschidere pentru Christina Aguilera și au avut propriul lor turneu.

## Discografie

### Albume
Danity Kane
- Lansat: august 22,2006
- Poziții în topuri: #1 U.S., #2 R&B, #5 UWC
- Vânzări în S.U.A.: 1,200,000+
- Certificații RIAA: Platină

Welcome to the Dollhouse
- Lansat: martie 18,2008
- Poziții în topuri: #1 U.S., #1 R&B, #2 UWC
- Vânzări în S.U.A.: 800,000+
- Certificații RIAA: Aur

### Single-uri
- Show Stopper
- Ride For You
- Damaged
- Bad Girl